# Universidad de Huelva
La Universidad de Huelva (UHU) es una universidad pública española de la provincia homónima con facultades en las localidades de Huelva y Palos de la Frontera, en su sede de La Rábida. Se encuentra incluida en el campus de excelencia internacional.

## Historia
Dependiente de la Universidad de Sevilla, diferentes entidades provinciales llevaban reclamando una segregación desde años atrás. En 1987 la Junta de Centro del Colegio La Rábida ya había reclamado la creación de facultades independientes para la ciudad. Pero fue a partir de 1988 cuando se desarrolló un potente movimiento local que reclamó la creación de una entidad propia en Huelva. Estos movimientos tuvieron su punto culminante el 3 de marzo, con una huelga general en la capital ampliamente seguida y una concentración final en la Plaza de las Monjas. En julio se gestiona utilizar el antiguo Hospital de La Merced, anexo a la Catedral como espacio para la futura universidad y se firmó el convenio para la creación de las dos primeras facultades, no siendo hasta dos años después cuando se firmó la tercera. Ese mismo año se creó el Patronato Universitario con el beneplácito de las Instituciones y tanto la Diputación Provincial de Huelva como el Ayuntamiento de Huelva acuerdan en sus plenos solicitar una universidad. El 12 de diciembre el Parlamento de Andalucía aprueba tal solicitud reconociéndose ya en mayo su futura creación para el año 1992. 
Finalmente, con un año de retraso sobre los planes iniciales, se segrega de la de Sevilla el 1 de julio de 1993. El primer Presidente de la Comisión Gestora fue Francisco Ruiz Berraquero. Su primer rector electo fue el  Ramírez de Verger, siendo la actual rectora María Antonia Peña Guerrero. Con 11251 alumnos en el curso 2017/2018, 816 profesores, 37 titulaciones y 23 programas de doctorado en los últimos años ha incrementado de manera sustancial el número de alumnado ERASMUS y no procedente de la provincia.

## Campus

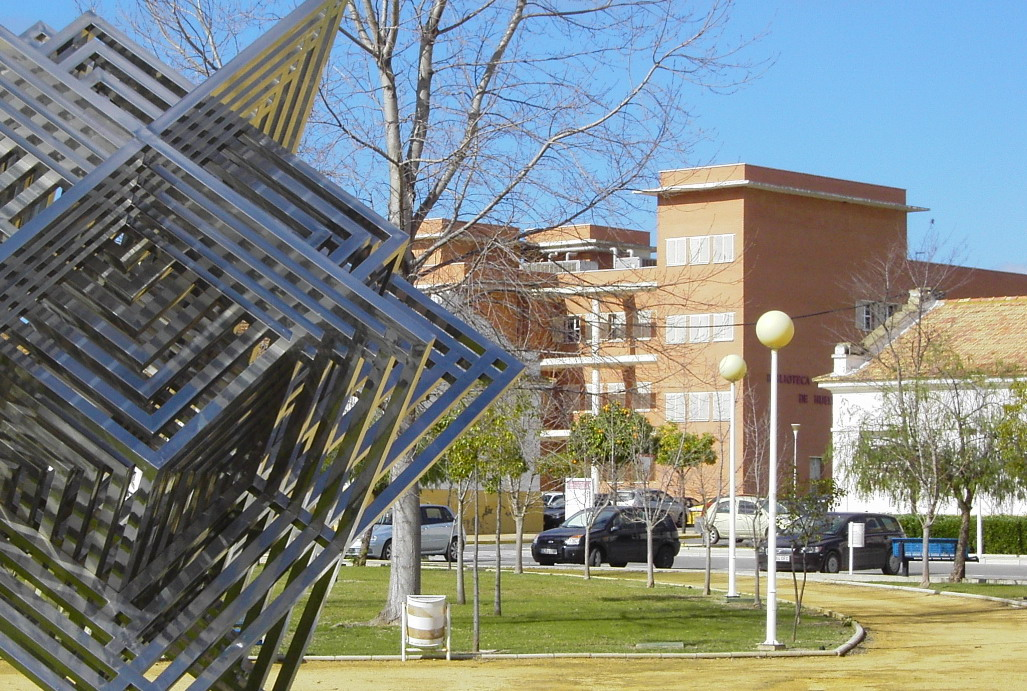
Biblioteca universitaria del Campus del Carmen.

La Universidad de Huelva se encuentra subdividida en diferentes zonas o campus universitarios: 
- La Merced. Antiguo convento mercedario del siglo XV y más recientemente hospital, colindante a la catedral. Es el edificio más céntrico.
- Cantero Cuadrado. Antigua Escuela de Magisterio desde los años 60, que fue el germen de la universidad cuando era dependiente de la Universidad de Sevilla. En la actualidad funciona como sede administrativa.
- Campus Universitario del Carmen. Situado en el antiguo cuartel de infantería, que se basó en la recuperación de los barracones militares reconvertidos en instalaciones educativas. Hoy es el complejo más moderno y aúna a la mayoría de facultades de la universidad. Su Rectorado se encuentra en el edificio del Campus de Cantero Cuadrado.
- Antigua Escuela Técnica Superior de Ingeniería de la Rábida. Situada poco antes de la Rábida, comenzó su historia con las Escuelas de Minas y Forestales, a las que se fueron uniendo posteriormente las Industriales, Agrícolas e Informáticas. En el campus se ubica también el instituto de enseñanza secundaria Prof. Vicente Rodríguez Casado.[6]

## Centros docentes

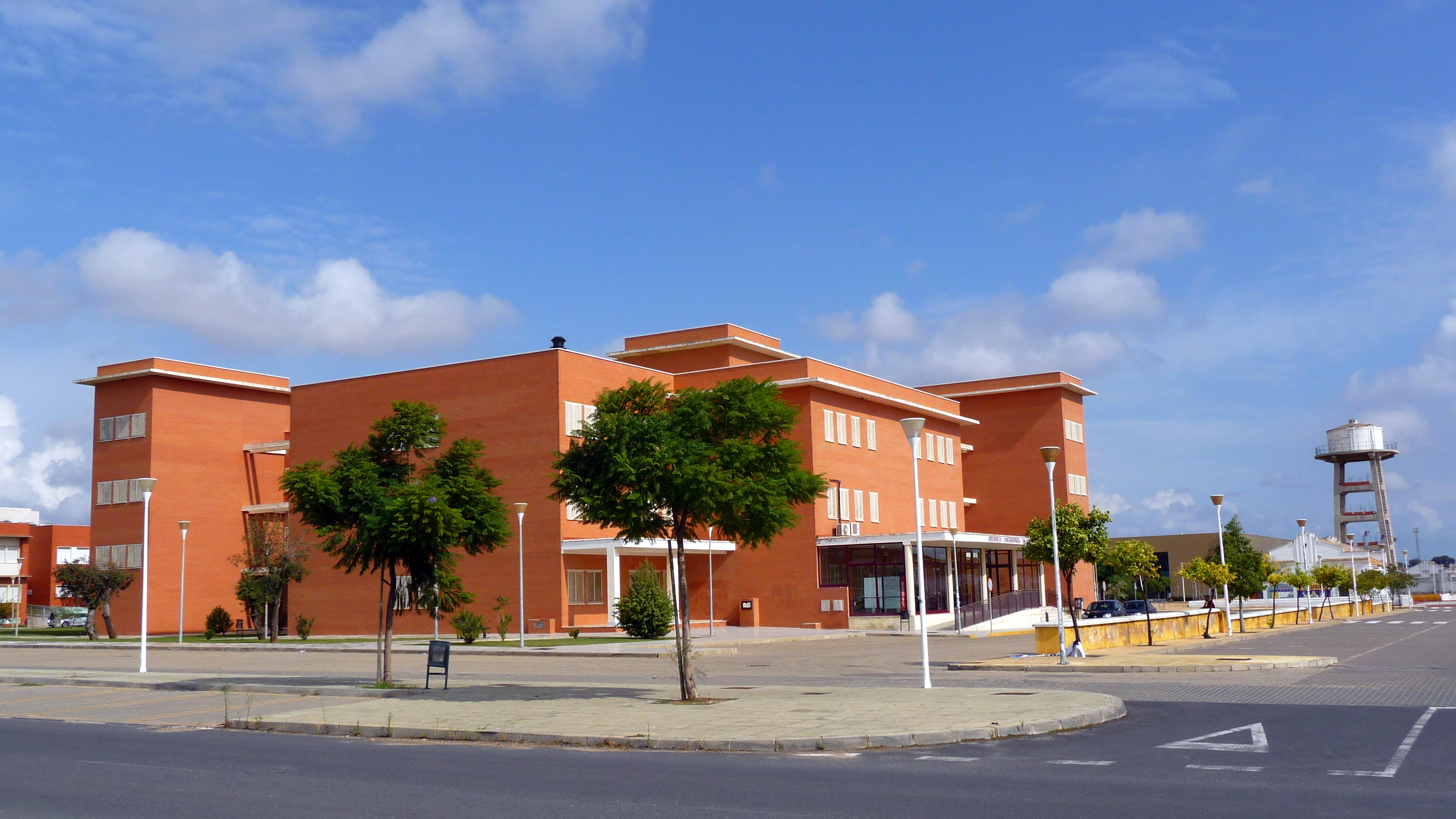
Biblioteca universitaria del Campus del Carmen.

Las facultades y escuelas son los encargados de organizar la enseñanza de los diferentes títulos que expide la Universidad.
Las diferentes escuelas y facultades de la universidad son:
- Escuela Técnica Superior de Ingeniería.
- Facultad de Trabajo Social.
- Facultad de Enfermería.
- Facultad de Educación, Psicología y Ciencias del Deporte.
- Facultad de Ciencias del Trabajo.
- Facultad de Ciencias Empresariales.
- Facultad de Ciencias Experimentales.
- Facultad de Derecho.
- Facultad de Humanidades.

### Organización
- La Junta de Centro. Es el órgano de gobierno de los centros docentes. Es donde se toman las decisiones que afectan más de cerca al alumnado (horario, calendarios de exámenes, organización de actividades etc) el 25% de los miembros de la Junta son estudiantes.
- El Decano o la Dirección. La Junta de Centro designa al Decano (en las Facultades) o al Director (en las Escuelas). Esta persona dirige y representa al Centro, ejecuta los acuerdos de la Junta de Centro y coordina los diferentes servicios adscritos al centro.
- Los vicedecanos o subdirectores y el secretario del centro. Estas figuras son designadas por el decano o director, y se les encomiendan parcelas determinadas de las funciones de dirección del centro. Las funciones de Vicedecanos o Dubdirecores se distrubuyen siguiendo las distintas áreas de gestión, como pueden ser Ordenación Académica, Infraestructura, etc. El secretario asume la función de fedatario de las actuaciones que se lleven a cabo en el centro, actuando como secretario de su Junta.

## Departamentos
- Antón Menger
- Biología ambiental y salud pública
- Ciencias Agroforestales
- Derecho público
- Didácticas Integradas
- Dirección de empresas y marketing
- Economía general y estadística
- Economía financiera, contabilidad y dirección de operaciones
- Pedagogía
- Enfermería
- Filología inglesa
- Filología
- Física aplicada
- Geología
- Geodinámica y paleontología.
- Historia, Geografía y Antropología
- Ingeniería de diseño y proyectos
- Ingeniería eléctrica y térmica
- Ingeniería electrónica, de sistemas informáticos y automática
- Ingeniería química, química y física, y química orgánica
- Ingeniería minera, mecánica y energética
- Matemáticas
- Medicina
- Psicología
- Química y ciencia de los materiales
- Sociología y trabajo social
- Tecnologías de la Información
- Theodor Mommsen

## Filosofía educativa
Fines.
A la Universidad de Huelva corresponde la prestación del servicio público de la educación superior, mediante el estudio, la docencia y la investigación, habiendo de promover la formación íntegra de sus propios miembros, los valores de justicia, libertad y pluralismo, así como el pensamiento y la investigación libres y críticos, para ser un instrumento eficaz de transformación y progreso social. La Universidad de Huelva está al servicio del desarrollo intelectual y material de los pueblos, de la defensa del medio ambiente y de la paz (art. 2.1 Normativa provisional).
Funciones.
La Universidad de Huelva ha de cumplir las siguientes funciones:
- La creación, desarrollo, difusión y crítica de la ciencia, de la técnica y de la cultura.
- La preparación para el ejercicio de actividades profesionales, que exijan la aplicación de conocimientos y métodos técnicos o científicos y para la creación literaria o artística.
- El apoyo científico y técnico al desarrollo cultural, social y económico, con especial atención al de Huelva y al de la comunidad autónoma de Andalucía.
- La extensión de la cultura universitaria (art. 2.2 Normativa provisional).

Principios.

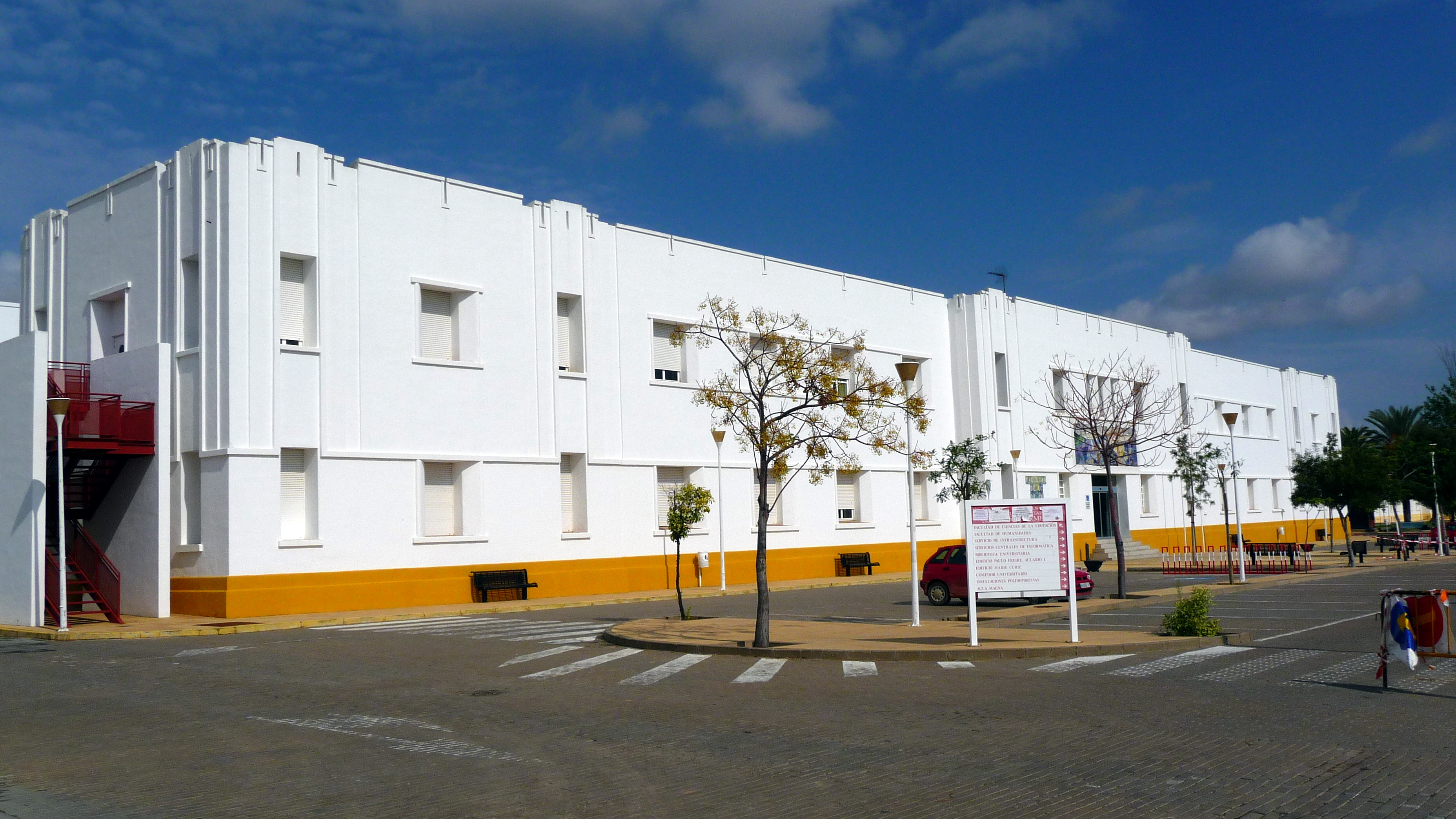
Facultad de ciencias de la educación. Fue uno de los primeros edificios del Campus del Carmen aprovechando la estructura de los antiguos barracones militares del Cuartel del Carmen.

La actividad de la Universidad de Huelva. así como su autonomía, se fundamenta en el principio de libertad académica que se manifiesta en las libertades de cátedra, de docencia, de investigación y de estudios (art. 4 Normativa provisional).

## Gobierno
La organización institucional de la Universidad de Huelva se compone de distintos órganos. 

### Órganos comunes a toda la universidad
- El Rector. Es la máxima autoridad académica y de representación de la Universidad. Sus funciones son: dirección, gobierno y gestión. Desarrolla las líneas de actuación aprobadas por los órganos colegiados correspondientes y ejecuta sus acuerdos. Preside el Claustro Universitario, el Consejo de Gobierno, la Junta Consultiva y es miembro nato del Consejo Social.
- El Consejo de Dirección: Lo componen el rector, los vicerrectores, el secretario general y el gerente. Existen ocho Vicerrectorados, de los que dependen diversas direcciones que se ocupan de asuntos de toda índole, desde el acceso a los estudios, convergencia europea, títulos oficiales o investigación, hasta proyectos internacionales, informática y comunicaciones o empleo y orientación.
- El Consejo de Gobierno: Es el máximo órgano de la Universidad. Lo preside el rector y de él forman parte, además de la secretaria general y el gerente otros 53 miembros de carácter electivo, 6 de los cuales son estudiantes: 5 elegidos por los miembros del claustro del sector estudiantes y 1 designado por el rector.
- El Consejo Social. Es el órgano que permite la participación de la sociedad en el gobierno de la Universidad de Huelva. Trata de fomentar iniciativas y estimular inversiones que favorezcan la respuesta de la Universidad a la demanda social. Lo componen representantes de la Universidad y miembros relevantes de organizaciones representativas del entorno social de la Universidad.
- El Claustro Universitario. Es el máximo órgano de discusión y representación de la Universidad de Huelva. Está formado por el Rector, el secretario general, el Gerente y otros 252 representantes de los distintos sectores de la Comunidad Universitaria, 63 de los cuales son estudiantes.
- El Consejo de Alumnos y Representantes de la Universidad de Huelva (C.A.R.U.H.). Es el máximo órgano de representación estudiantil. Su Presidente y Vicepresidente son elegidos por votación de entre los delegados de las 27 titulaciones de la Universidad, con mandato de un año de duración.

## Titulaciones
Se imparte un total de cuarenta titulaciones. Desde 2009, con motivo del Proceso de Bolonia algunas facultades adoptaron la modalidad de grados para siete de sus titulaciones: Enfermería, Trabajo Social, Geología, Ciencias Ambientales, Químicas, Derecho y Relaciones Laborales y Recursos Humanos.

## Otros
- Servicio de informática y comunicaciones: Comunicaciones, sistemas, gestión, microinformática, proyectos.
- Estudios: Titulaciones, planes de estudio, acceso, matrícula, normativa de exámenes, servicio de lenguas modernas, postgrado, otros cursos.
- Investigación: OTRI, Oficina de Gestión de la Investigación, relaciones internacionales, servicios centrales de I+D, sección de apoyo a la investigación, tercer ciclo, grupos de investigación, VII Plan propio de investigación...
- Publicaciones: Colecciones, revistas, materias, en prensa, novedades...

## Doctoreshonoris causa[7][8][9][10]
- 1998: Juan Pérez Mercader
- 1998: Juan Antonio Samaranch
- 2001: Vicente Ferrer Moncho
- 2002: Manuel Losada Villasante
- 2004: Miguel Rodríguez-Piñero Bravo-Ferrer
- 2004: Juan Antonio Carrillo Salcedo (1934-2013)
- 2007: Horacio Oliva Aldámiz
- 2007: Sebastián Dormido Bencomo
- 2008: Víctor Márquez Reviriego
- 2009: Claus Roxin
- 2009: Eberhard Schmidt-Aβmann
- 2009: Enrique Muñoz Caravaca
- 2012: Robert H. Grubbs (1942-), químico y profesor universitario estadounidense.
- 2012: Vicente Pelechano Barberá (1943-), psicólogo español.
- 2012: Ernesto Cardenal Martínez (1949-), poeta nicaragüense.
- 2012: Robert J. Sternberg (1949-), psicólogo estadounidense.
- 2012: Robert H. Grubbs (1942-), premio nobel de química.
- 2014: Victoria Camps (1941-), filósofa española.
- 2014: Manuel Bendala Galán (1949.), arqueólogo e historiador español.
- 2023: Avelino Corma Canós (1951-), Químico y profesor universitario español.